# Jānis Balodis
Jānis Balodis  (født 20. februar 1881 i Trikāta pagasts i Guvernement Livland, død 8. august 1965 i Saulkrasti i Lettiske SSR) var en lettisk officer og politiker, som spillede en ledende rolle i oprettelsen og ledelsen af et uafhængigt Letland. Han var øverstkommanderende for hæren og flåden under den lettiske krig for uafhængighed, og var senere vicepræsident samt medlem af regeringen. Balodis var Kavaler af Lāčplēsisordenen af 1. og 2. klasse.